# Queensland Track Classic 2021
Das Queensland Track Classic 2021 war eine Leichtathletik-Veranstaltung die am 27. März 2021 im Queensland Sport and Athletics Centre (QSAC) im australischen Brisbane stattfand. Sie war die dritte Veranstaltung der World Athletics Continental Tour in Australien und zählte zu den Silber-Meetings, der zweithöchsten Kategorie dieser Leichtathletik-Serie. Zudem ist es Teil der Australian Athletics Tour Tour.

## Resultate

### Männer

#### 100 m
| Platz | Athlet             | Land | Zeit (s)  |
| ----- | ------------------ | ---- | --------- |
| 1     | Rohan Browning     | AUS  | 10,05 PB  |
| 2     | Edward Osei-Nketia | NZL  | 10,12 SB  |
| 3     | Jack Hale          | AUS  | 10,33     |
| 4     | Jacob Despard      | AUS  | 10,40 =PB |
| 5     | Simon Greig        | AUS  | 10,41 PB  |
| 6     | Joshua Azzopardi   | AUS  | 10,44     |
| 7     | Zach Holdsworth    | AUS  | 10,46     |
| 8     | Jake Doran         | AUS  | 10,51     |
| 9     | Jin Su Jung        | AUS  | DNF       |

Wind: +1,0 m/s

#### 400 m
| Platz | Athlet          | Land | Zeit (s) |
| ----- | --------------- | ---- | -------- |
| 1     | Alexander Beck  | AUS  | 46,10    |
| 2     | Ashley Moloney  | AUS  | 47,05 SB |
| 3     | Ian Halpin      | AUS  | 47,18    |
| 4     | Tyler Gunn      | AUS  | 47,21    |
| 5     | Jordan Sarmento | AUS  | 47,58    |
| 6     | Louis Stenmark  | AUS  | 47,64    |
| 7     | Jack Geary      | AUS  | 47,65    |
| 8     | Kevin Rassool   | AUS  | 48,07    |
| 8     | Reece Holder    | AUS  | 48,77    |

#### 800 m
| Platz | Athlet          | Land | Zeit (min) |
| ----- | --------------- | ---- | ---------- |
| 1     | Peter Bol       | AUS  | 1:45,48    |
| 2     | Brad Mathas     | NZL  | 1:46,43    |
| 3     | Mason Cohen     | AUS  | 1:49,27    |
| 4     | Jared Micallef  | AUS  | 1:49,43    |
| 5     | Luke Mathews    | AUS  | 1:54,82    |
|       | Joshua Atkinson | AUS  | DNF (Pace) |

#### 110 m Hürden
| Platz | Athlet            | Land | Zeit (s) |
| ----- | ----------------- | ---- | -------- |
| 1     | Nicholas Hough    | AUS  | 13,51 SB |
| 2     | Nicholas Andrews  | AUS  | 13,59 PB |
| 3     | Jacob McCorry     | AUS  | 13,89 SB |
| 4     | Cedric Dubler     | AUS  | 14,17 SB |
| 5     | Daniel Golubovic  | AUS  | 14,39 PB |
| 6     | Jascha Coetser    | AUS  | 14,58 PB |
| 7     | Ryan Neale        | AUS  | 14,65 PB |
| 8     | Noah Rogers       | AUS  | 15,10    |
|       | Sebastian Reyneke | AUS  | DSQ      |

Wind: +0,8 m/s

#### 3000 m Hindernis
| Platz | Athlet           | Land | Zeit (min) |
| ----- | ---------------- | ---- | ---------- |
| 1     | Ben Buckingham   | AUS  | 8:27,38 PB |
| 2     | James Nipperess  | AUS  | 8:31,97 PB |
| 3     | Matthew Clarke   | AUS  | 8:32,71 PB |
| 4     | Edward Trippas   | AUS  | 8:36,58 SB |
| 5     | Joe Burgess      | AUS  | 8:49,74 PB |
| 6     | Aiden Hobbs      | AUS  | 8:50,43 PB |
| 7     | Christopher Dale | AUS  | 9:14,65    |
|       | Louis McAfee     | AUS  | DNF (Pace) |

#### Hochsprung
| Platz | Athlet                  | Land | Höhe (m) |
| ----- | ----------------------- | ---- | -------- |
| 1     | Brandon Starc           | AUS  | 2,29 SB  |
| 2     | Joel Baden              | AUS  | 2,23     |
| 3     | Oscar Miers             | AUS  | 2,23     |
| 4     | Marco Fassinotti        | ITA  | 2,20     |
| 5     | Simioluwa Thomsen-Ajayi | AUS  | 2,15     |
| 6     | Matthew Tilley          | AUS  | 2,00     |
| 6     | Sean Szalek             | AUS  | 2,00     |

#### Stabhochsprung
| Platz | Athlet              | Land | Höhe (m) |
| ----- | ------------------- | ---- | -------- |
| 1     | Kurtis Marschall    | AUS  | 5,70     |
| 2     | Angus Armstrong     | AUS  | 5,25     |
| 3     | Jack Downey         | AUS  | 5,10     |
| 4     | Triston Vincent     | AUS  | 4,95     |
| 5     | Liam Georgilopoulos | AUS  | 4,60     |
| 6     | Daniel Golubovic    | AUS  | NM       |

#### Weitsprung
| Platz | Athletin        | Land | Weite (m) |
| ----- | --------------- | ---- | --------- |
| 1     | Chris Mitrevski | AUS  | 8,02      |
| 2     | Henry Frayne    | AUS  | 7,85 SB   |
| 3     | Zane Branco     | AUS  | 7,84 PB   |
| 4     | Cedric Dubler   | AUS  | 7,78 w    |
| 5     | Jalen Rucker    | AUS  | 7,73      |
| 6     | Alec Diamond    | AUS  | 7,72      |
| 7     | Joshua Cowley   | AUS  | 7,71      |
| 8     | Jeremy Andrews  | AUS  | 7,63      |
| 9     | Henry Smith     | AUS  | 7,17      |

#### Diskuswurf
| Platz | Athlet            | Land | Weite (m) |
| ----- | ----------------- | ---- | --------- |
| 1     | Matthew Denny     | AUS  | 61,42 SB  |
| 2     | Mitchell Cooper   | AUS  | 55,72     |
| 3     | Declan Carman     | AUS  | 51,25 SB  |
| 4     | Daniel Golubovic  | AUS  | 50,89 PB  |
| 5     | Cedric Dubler     | AUS  | 44,47 SB  |
| 6     | Martin Clark      | AUS  | 43,72     |
| 7     | Sebastian Reyneke | AUS  | 40,75 PB  |

### Frauen

#### 200 m
| Platz | Athlet               | Land | Zeit (s) |
| ----- | -------------------- | ---- | -------- |
| 1     | Riley Day            | AUS  | 23,22    |
| 2     | Torrie Lewis         | AUS  | 23,71 SB |
| 3     | Monique Quirk        | AUS  | 23,76    |
| 4     | Larissa Pasternatsky | AUS  | 24,01    |
| 5     | Kristie Edwards      | AUS  | 24,05    |
| 6     | Maddie Coates        | AUS  | 24,14 SB |
| 7     | Justine Ramsay       | AUS  | 24,48    |
| 8     | Elly Buckholz        | AUS  | 25,29    |
|       | Sophia Fighera       | AUS  | DNS      |

Wind: +0,8 m/s

#### 400 m
| Platz | Athlet                  | Land | Zeit (s) |
| ----- | ----------------------- | ---- | -------- |
| 1     | Bendere Oboya           | AUS  | 52,26    |
| 2     | Ellie Beer              | AUS  | 52,64 SB |
| 3     | Anneliese Rubie-Renshaw | AUS  | 53,54    |
| 4     | Kendra Hubbard          | AUS  | 53,96 SB |
| 5     | Bec Bennett             | AUS  | 54,17    |
| 6     | Gabriella O’Grady       | AUS  | 54,17 SB |
| 7     | Angeline Blackburn      | AUS  | 54,64    |
| 8     | Jessica Thornton        | AUS  | 55,12    |
| 9     | Francesca MacDonald     | AUS  | 55,39 SB |
| 10    | Caitlin Banner          | AUS  | 56,78    |

#### 800 m
| Platz | Athlet                | Land | Zeit (min) |
| ----- | --------------------- | ---- | ---------- |
| 1     | Catriona Bisset       | AUS  | 1:59,12 SB |
| 2     | Linden Hall           | AUS  | 1:59,22 PB |
| 3     | Claudia Hollingsworth | AUS  | 2:01,60 PB |
| 4     | Georgia Griffith      | AUS  | 2:02,56 SB |
| 5     | Tess Kirsopp-Cole     | AUS  | 2:03,00 PB |
| 6     | Ellie Sanford         | AUS  | 2:03,27 PB |
| 7     | Matilda Ryan          | AUS  | 2:05,07 PB |
| 8     | Brittany Kaan         | AUS  | 2:06,26    |
| 9     | Hannah Cox            | AUS  | 2:08,48    |
| 10    | Gigi Maccagnini       | AUS  | 2:10,95    |
|       | Caitlin Sargent-Jones | AUS  | DNF        |

#### 100 m Hürden
| Platz | Athlet         | Land | Zeit (s) |
| ----- | -------------- | ---- | -------- |
| 1     | Liz Clay       | AUS  | 12,98    |
| 2     | Hannah Jones   | AUS  | 13,07    |
| 3     | Abbie Taddeo   | AUS  | 13,13    |
| 4     | Celeste Mucci  | AUS  | 13,22    |
| 5     | Brianna Beahan | AUS  | 13,22 SB |
| 6     | Imogen Breslin | AUS  | 13,66    |
| 7     | Taneille Crase | AUS  | 13,76 PB |
| 8     | Emelia Surch   | AUS  | 14,14    |

Wind: +1,1 m/s

#### 3000 m Hindernis
| Platz | Athlet            | Land | Zeit (min)  |
| ----- | ----------------- | ---- | ----------- |
| 1     | Genevieve Gregson | AUS  | 09:54,62 SB |
| 2     | Brielle Erbacher  | AUS  | 09:56,24 PB |
| 3     | Cara Feain-Ryan   | AUS  | 10:01,67    |
| 4     | Stella Radford    | AUS  | 10:02,16 SB |
| 5     | Paige Campbell    | AUS  | 10:04,20    |
| 6     | Caitlin Adams     | AUS  | 10:17,40 PB |

#### Stabhochsprung
| Platz | Athletin             | Land | Höhe (m) |
| ----- | -------------------- | ---- | -------- |
| 1     | Nina Kennedy         | AUS  | 4,75     |
| 2     | Liz Parnov           | AUS  | 4,45     |
| 3     | Courtney Smallacombe | AUS  | 4,25     |
| 4     | Lauren Hyde-Cooling  | AUS  | 4,00     |
|       | Haneefa Rane         | AUS  | NM       |

#### Weitsprung
| Platz | Athlet             | Land | Weite (m) |
| ----- | ------------------ | ---- | --------- |
| 1     | Brooke Stratton    | AUS  | 6,63      |
| 2     | Annie McGuire      | AUS  | 6,45 w    |
| 3     | Samantha Dale      | AUS  | 6,32 PB   |
| 4     | Rellie Kaputin     | PNG  | 6,23 w    |
| 5     | Taneille Crase     | AUS  | 6,16 w    |
| 6     | Jessie Harper      | AUS  | 6,05      |
| 7     | Bethany Kranendonk | AUS  | 6,02      |
| 8     | Abbie French       | AUS  | 5,95 w    |

#### Diskuswurf
| Platz | Athletin                | Land | Weite (m) |
| ----- | ----------------------- | ---- | --------- |
| 1     | Dani Stevens            | AUS  | 62,22     |
| 2     | Jade Lally              | GBR  | 58,24     |
| 3     | Taryn Gollshewsky       | AUS  | 58,08     |
| 4     | Lyvante Su'emai         | AUS  | 48,57     |
| 5     | Laylani Va'ai           | AUS  | 44,92     |
| 6     | Samantha Schmidt (F 38) | AUS  | 32,71     |

#### Speerwurf
| Platz | Athletin             | Land | Weite (m) |
| ----- | -------------------- | ---- | --------- |
| 1     | Tori Peeters         | NZL  | 59,25 SB  |
| 2     | Mackenzie Little     | AUS  | 59,13     |
| 3     | Kelsey-Lee Barber    | AUS  | 57,74 SB  |
| 4     | Jess Bell            | AUS  | 54,62 PB  |
| 5     | Mackenzie Mielczarek | AUS  | 52,16 PB  |
| 6     | Liana Davidson       | AUS  | 51,61     |
| 7     | Katrina Blackett     | AUS  | 50,37     |
| 8     | Christina Grun       | AUS  | 47,58     |